# Wiktor Rassadin
Wiktor Siergiejewicz Rassadin (ros. Виктор Сергеевич Рассадин; ur. 7 listopada 1993) – rosyjski, a od 2024 roku tadżycki zapaśnik startujący w stylu wolnym. Olimpijczyk z Paryża 2024, gdzie zajął piąte miejsce w kategorii do 74 kg.
Wicemistrz Azji w 2024 i 2025. Pierwszy w Pucharze Świata w 2019; drugi w 2016; czwarty w 2015 i piąty w 2017. Akademicki mistrz świata z 2016. Wicemistrz Rosji w 2016 i 2017, a trzeci w 2014 i 2015 roku.